# Eusphalerum pseudaucupariae
Eusphalerum pseudaucupariae är en skalbaggsart som först beskrevs av E. Strand 1916.  Eusphalerum pseudaucupariae ingår i släktet Eusphalerum, och familjen kortvingar. Arten har ej påträffats i Sverige.